# Utiaritichthys sennaebragai
Az Utiaritichthys sennaebragai a csontos halak (Osteichthyes) főosztályának sugarasúszójú halak (Actinopterygii) osztályába, ezen belül a pontylazacalakúak (Characiformes) rendjébe és a pontylazacfélék (Characidae) családjába tartozó faj.

## Előfordulása
Az Utiaritichthys sennaebragai előfordulási területe Dél-Amerikában van. Ez a hal az Amazonas középső és alsó szakaszának a jobb oldali mellékfolyóiban, valamint az Orinoco folyó medencéjében lelhető fel.

## Megjelenése
Ez a hal legfeljebb 25 centiméter hosszú.

## Életmódja
Trópusi és édesvízi halfaj, amely főleg a fenék közelében tartózkodik. A 23-28 °C hőmérsékletű vizeket kedveli.